# Спеціалізований банк
Спеціалізований банк — банк, крім ощадного, який здійснює один або кілька видів банківських операцій. Більше 50 % активів такого банку складають:
- активи, розміщені під заставу землі чи нерухомого майна — для іпотечного банку;
- активи, що розміщуються на клірингових рахунках — для клірингового (розрахункового) банку;
- інвестиційні папери — для інвестиційного банку.

В Україні більшість банків універсальні, їм заборонено здійснювати діяльність лише у сфері торгівлі, матеріального виробництва й страхування.